# Патриція Черчленд
Патриція Сміт Черчленд (англ. Patricia Smith Churchland; нар. 16 липня 1943, Олівер, Британська Колумбія, Канада) — канадсько-американська науковиця, філософ, що працює в області філософії свідомості та етики. Роботи Черчленд знаходяться на межі філософії і нейронауки. Є дружиною філософа Пола Черчленда, спільно з яким вони відстоюють позицію елімінативного матеріалізму. Член опікунської Ради Московського Центру Дослідження Свідомості.
Патриція — лауреат стипендії Мак-Артура.

## Філософія
У своїх роботах Черчленд досліджує нейробіологічні основи свідомості, Я, свободи вибору, прийняття рішень, етики, навчання і релігії.
Свої основні ідеї Черчленд виклала у своїй першій книзі, Neurophilosophy, де вона відстоювала значущість нейробіології при вирішенні проблеми свідомість-тіло, наводячи аргументи на користь ко-еволюції психології, нейробіології і філософії свідомості. На момент публікації книги (1986 рік) таких поглядів дотримувалось дуже мало філософів.
У книзі переважали три теми: розробка концепції міжтеоретичної редукції, відмінної від запропонованої логічними эмпіристами; відповідь на дуалістичні аргументи про суб'єктивності і кваліа; і відповідь на антиредукційні аргументи про множинну реалізації.
Відповідь на питання про те, як виникає свідомість і вищі нервові функції зі складної взаємодії різних рівнів організації мозку, Черчленд спробувала дати у своїй спільній роботі з прикладним нейробіологом Терренсом Сейновскі. Ця робота отримала назву The Computational Brain і стала однією з перших книг з обчислювальної нейробіології.
Через два десятки років після публікації першої книги, Патриція Черчленд зазначила, що курси з нейрофілософії починають читатися навіть на факультетах, які були відверто налаштовані проти змішування нейробіології та філософії.

### Елімінативний матеріалізм
Черчленди є одними з основних пропонентів елімінативного матеріалізму: позиції, згідно з якою наше буденне розуміння свідомості є невірним і деякі класи ментальних станів, що визначаються так званою психологією здорового глузду, просто не існують. Вони сумніваються, що для таких понять, як «бажання» і «переконання», буде знайдений нейробіологічний базис. Вони стверджують, що про психологічні поняття поведінки і переживання необхідно судити по тому, наскільки добре вони редукуються до біологічного рівня.

Брайан Маклахлін написав статтю про свідомість для Cambridge Encyclopedia of Consciousness. Він написав, що Черчленди не вірять в існування свідомості. І це було досить цікаво, так як ми старанно уникали говорити що-небудь подібне про свідомість. Так що я подзвонила Брайану після того, як це прочитала, і запитала: «Якого біса?»
.
Оригінальний текст (англ.)
Brian McLaughlin wrote the entry on consciousness for the Cambridge Encyclopedia of Consciousness. He said the Churchlands don’t believe in consciousness. And it was so interesting because we had studiously avoided saying any such 
thing about consciousness. So I phoned Brian after I read this and I said, ‘Well, what the fuck?’.

Черчленд стверджує, що наші моральні цінності мають коріння в поведінці, загальному для всіх ссавців — в турботі про потомство. Еволюціонована структура і нейрохімія мозку схиляє людей не тільки до самозбереження, але й до турботи про добробут наших нащадків, товаришів, родичів. Розставання і ізоляція приносять нам біль, а в компанії дорогих нам людей ми відчуваємо задоволення. Відповідаючи на почуття соціального болю і задоволення, мозок налаштовується на принципову схему локальних традицій. Таким чином, розподіляється турбота, моделюється совість, прищеплюються моральні інтуїції. Ключову роль у цій історії відіграє нейрогормон окситоцин, що дозволяє людям розвивати довіру один до одного, необхідний для розвитку згуртованих зв'язків, соціальних інститутів і моралі.

## Основні праці
- Neurophilosophy: Toward a Unified Science of the Mind-Brain. (1986) Cambridge, Massachusetts: The MIT Press.
- Brain-Wise: Studies in Neurophilosophy. (2002) Cambridge, Massachusetts: The MIT Press.
- Braintrust: What Neuroscience Tells Us about Morality. (2011) Princeton University Press.
- Touching A Nerve: The Self As Brain. (2013) W. W. Norton & Company. ISBN 978-0393058321

### В співавторстві
- The Computational Brain. (1992) Patricia S. Churchland and T. J. Sejnowski. Cambridge, Massachusetts: The MIT Press.
- On the Contrary: Critical Essays 1987—1997. (1998). Paul M. Churchland and Patricia S. Churchland. Cambridge, Massachusetts: The MIT Press.